# 算盘子
算盘子（学名：Glochidion puberum），又稱紅毛饅頭果，为大戟科算盘子属下的一种直立灌木，高一至三米。叶互生，被柔毛，托叶呈三角形，叶长圆形。客家人有食用其果實的傳統。

## 扩展阅读
- 維基物種上的相關：算盘子